# 오이시 마사히코
오이시 마사히코(일본어: 大石 正彦, 1936년 1월 11일 ~ )는 일본의 전 프로 야구 선수이자 야구 지도자이다. 야마나시현 고후시 오타정 출신이며 현역 시절 포지션은 투수였다.

## 인물
고후 상업고등학교 시절에는 에이스 겸 6번 타자로서 2학년 때인 1952년 하계 야마시즈 대회 결승전에서 야토 다카오-니시무라 가즈노리가 배터리를 구성하고 있던 쓰루 고등학교와 맞붙었지만 연장 21회 접전 끝에 2대 1로 패하여 고시엔 대회에 출전하지 못했다. 졸업 후 1954년 요쇼 로빈스에 입단하여 1년차부터는 1군에서 활약했지만 당시 다이요는 만년 최하위팀으로 전락하여 패전 수가 많을 정도의 침체를 겪었고 1956년에 22패라는 최악의 성적을 남겼다. 그러나 1960년에는 선발과 구원 투수로 활약하며 다이요의 리그 첫 우승에 큰 기여를 했고 같은 해 일본 시리즈에서도 호투했다. 당초에는 요미우리전에 약하고 1955년부터 1959년까지 17연패를 당했는데 이것은 현재까지도 일본 프로 야구에서 투수가 동일 팀과의 전적에서 최다 연패 기록을 남겼다. 하지만 1960년에 다이요가 첫 우승할 당시에는 호투를 보였다. 다리에 힘이 있어서 7개의 도루를 기록했고 미하라 오사무가 감독으로 있을 당시에는 대주자로도 기용됐다. 1961년 오프에 아킬레스건이 끊어져서 이듬해 1962년에 현역에서 은퇴했다.
이듬해에는 친정팀 다이요에서 2군 투수 코치 보좌(1963년), 1군 투수 코치(1964년 ~ 1965년, 1967년 ~ 1968년), 2군 투수 코치(1966년) 등을 역임했다. 퇴단 후에는 귀향하여 스포츠 용품점을 운영했고, 소년 야구 지도까지 했다.
동생인 오이시 가쓰히코도 똑같이 고후 상업고등학교를 거쳐 다이요 웨일스에 입단한 전직 프로 야구 선수이다.

## 선수로서의 특징
- 구종은 커브, 슬라이더, 슈토이다.
- 통산 100패 이상을 남긴 투수 가운데 통산 62승에 끝났고 이것은 고바야시 쓰네오(46승 110패)에 이어 두 번째로 적은 승수이다.[3]

## 상세 정보

### 출신 학교
- 고후 시립 고후 상업고등학교

### 선수 경력
- 요쇼 로빈스·다이요 웨일스(1954년 ~ 1962년)

### 지도자 경력
- 다이요 웨일스 2군 투수 코치 보좌(1963년)
- 다이요 웨일스 1군 투수 코치(1964년 ~ 1965년, 1967년 ~ 1968년)
- 다이요 웨일스 2군 투수 코치(1966년)

### 개인 기록
- 연속 타석 무안타 : 57(1955년) ※2021년 사토 데루아키에게 경신될 때까지는 센트럴 리그 기록이며 현재는 센트럴 리그 투수 기록

### 등번호
- 45(1954년)
- 14(1955년 ~ 1962년)
- 31(1963년 ~ 1968년)

### 연도별 투수 성적
| 연 도      | 소 속       | 등 판 | 선 발 | 완 투 | 완 봉 | 무 4 구 | 승 리 | 패 전 | 세 이 브 | 홀 드 | 승 률 | 타 자 | 이 닝  | 피 안 타 | 피 홈 런 | 볼 넷 | 고 4 | 몸 맞 | 탈 삼 진 | 폭 투 | 보 크 | 실 점 | 자 책 점 | 평 자 책 | W H I P |
| ---------- | ----------- | ----- | ----- | ----- | ----- | ------- | ----- | ----- | -------- | ----- | ----- | ----- | ------ | -------- | -------- | ----- | ---- | ----- | -------- | ----- | ----- | ----- | -------- | -------- | ------- |
| 1954년     | 요쇼 다이요 | 33    | 24    | 10    | 0     | 1       | 5     | 16    | --       | --    | .238  | 813   | 190.0  | 201      | 12       | 57    | --   | 7     | 82       | 1     | 1     | 98    | 80       | 3.79     | 1.36    |
| 1955년     | 요쇼 다이요 | 38    | 25    | 4     | 0     | 1       | 8     | 16    | --       | --    | .333  | 869   | 204.1  | 224      | 16       | 47    | 3    | 5     | 99       | 2     | 1     | 100   | 80       | 3.51     | 1.33    |
| 1956년     | 요쇼 다이요 | 41    | 27    | 16    | 2     | 2       | 9     | 22    | --       | --    | .290  | 1058  | 258.1  | 232      | 17       | 54    | 6    | 12    | 112      | 0     | 1     | 92    | 78       | 2.71     | 1.11    |
| 1957년     | 요쇼 다이요 | 40    | 29    | 10    | 2     | 3       | 12    | 11    | --       | --    | .522  | 921   | 234.2  | 196      | 21       | 41    | 1    | 3     | 121      | 0     | 0     | 79    | 69       | 2.64     | 1.01    |
| 1958년     | 요쇼 다이요 | 50    | 28    | 6     | 0     | 2       | 11    | 14    | --       | --    | .440  | 1063  | 264.0  | 229      | 20       | 59    | 7    | 3     | 141      | 2     | 0     | 89    | 77       | 2.63     | 1.09    |
| 1959년     | 요쇼 다이요 | 40    | 24    | 5     | 0     | 2       | 6     | 16    | --       | --    | .273  | 735   | 171.0  | 192      | 15       | 47    | 0    | 2     | 84       | 1     | 1     | 92    | 76       | 4.00     | 1.40    |
| 1960년     | 요쇼 다이요 | 51    | 13    | 2     | 1     | 0       | 9     | 9     | --       | --    | .500  | 595   | 153.0  | 121      | 8        | 24    | 4    | 2     | 82       | 3     | 1     | 41    | 34       | 2.00     | 0.95    |
| 1961년     | 요쇼 다이요 | 22    | 1     | 0     | 0     | 0       | 1     | 2     | --       | --    | .333  | 170   | 37.1   | 49       | 7        | 14    | 1    | 0     | 16       | 1     | 0     | 23    | 22       | 5.21     | 1.69    |
| 1962년     | 요쇼 다이요 | 11    | 1     | 0     | 0     | 0       | 1     | 0     | --       | --    | 1.000 | 50    | 12.1   | 10       | 0        | 6     | 1    | 1     | 6        | 0     | 0     | 3     | 2        | 1.38     | 1.30    |
| 통산 : 9년 | 통산 : 9년  | 326   | 172   | 53    | 5     | 11      | 62    | 106   | --       | --    | .369  | 6274  | 1525.0 | 1454     | 116      | 349   | 23   | 35    | 743      | 10    | 5     | 617   | 518      | 3.06     | 1.18    |

- 굵은 글씨는 시즌 최고 성적.
- 요쇼(다이요 쇼치쿠 로빈스)는 1955년에 다이요(다이요 웨일스)로 구단 이름을 변경